# Friedhofskapelle (Buxheim)
Die Friedhofskapelle in Buxheim, einer Gemeinde im Landkreis Unterallgäu in Bayern, ist ein kleiner Bau und stammt vermutlich aus dem 17. Jahrhundert. Die Kapelle ist mit einem Satteldach gedeckt und besitzt eine korbbogige Öffnung in Richtung Süden. Im Inneren der Kapelle befindet sich ein Kreuzgratgewölbe.
Mehrere gefasste Holzfiguren, die zeitweise im Pfarrhof aufbewahrt wurden, befinden sich in der Kapelle: ein Vesperbild aus Oberschwaben aus der Zeit um 1420/1430 sowie ein Erbärmdechristus von 1460. Aus dem späten 15. Jahrhundert stammen die Figuren des heiligen Jakobus und des Evangelisten Johannes.
Die Kapelle steht unter Denkmalschutz.